# Kolbeckita
La kolbeckita és un mineral de la classe dels fosfats que pertany al grup metavariscita. Va ser descoberta l'any 1926 a Schmiedeberg, Saxònia (Alemanya). Va ser nomenada així en honor del Dr. Friedrich Ludwig Wilhelm Kolbeck (1860-1943), mineralogista alemany.

## Característiques
Químicament és un fosfat d'escandi hidratat, de fórmula ScPO₄(H₂O)₂. Com tots els integrants del grup de la metavariscita és una espècie monoclínica di-hidratada d'un catió trivalent, de manera que és isomorfa amb tots els seus integrants. És comú que tingui diferents tipus d'impureses que li donen diferents coloracions: celeste, gris-blau o verd-poma. La seva duresa pot variar entre 3 i 5 a l'escala de Mohs. Una nova espècie mineral, provisionalment anomenada UM2005-02-AsO:AlHPScSi, és el seu anàleg d'arsènic.
Segons la classificació de Nickel-Strunz, la kolbeckita pertany a «08.CD: Fosfats sense anions addicionals, amb H₂O, només amb cations de mida mitjana, amb proporció RO₄:H₂O = 1:2» juntament amb els següents minerals: metavariscita, fosfosiderita, mansfieldita, escorodita, strengita, variscita, yanomamita, parascorodita, ludlamita, sterlinghil·lita i rollandita.

## Formació i jaciments
És un mineral secundari rar, que pot trobar-se en jaciments de fosfats i en algunes vetes hidrotermals. Sol trobar-se associada a altres minerals com: quars, minerals del grup de la clorita, wardita, vernadita, variscita, malhmoodita, litioforita, guix o crandal·lita.